# Rodica Nagel
Rodica Daniela Nagel (* 18. November 1970, als Rodica Daniela Moroianu) ist eine ehemalige französisch-rumänische Langstreckenläuferin, die Distanzen von 3000 Metern bis zum Halbmarathon bestritten hat. Sie war von 1987 bis 2007 aktiv. Bevor sie für ihre Wahlheimat Frankreich bei Wettbewerben antrat, startete sie bis Juni 1997 für ihre Heimat Rumänien.

## Karriere
Während ihrer Karriere nahm Nagel sechs Mal bei an Crosslauf-Weltmeisterschaften teil und lief bei den Leichtathletik-Hallenweltmeisterschaften 1999 in Maebashi, Japan und bei den Halbmarathon-Weltmeisterschaften 2002 in Brüssel, Belgien mit. 2001 gewann sie die Team-Bronzemedaille bei den Crosslauf-Weltmeisterschaften 2001 in Ostende, Belgien. Ihre einzige individuelle internationale Medaille war die Silbermedaille in der Disziplin 5000 Meter bei den Spielen der Frankophonie 1997 in Antananarivo, Madagaskar.
Sie gewann zweimal die französischen Crosslauf-Meisterschaften. Das erste Mal 1998 in der Disziplin Kurzstrecke und das zweite Mal 2002 in der Disziplin Langstrecke. In ihrer Straßenlaufkarriere erreichte Nagel 1997 als Erste des 10-Kilometer-Lauf beim Humarathon in Ivry-sur-Seine, Frankreich sowie beim Giro di Castelbuono, einem 10-Kilometer-Lauf in Castelbuono, Italien, die Ziellinie.

## Internationale Wettbewerbe
| Jahr | Wettbewerb                         | Ort                             | Platzierung | Disziplin           | Zeit        |
| 1993 | Crosslauf-Weltmeisterschaften      | Amorebieta, Spanien             | 81.         | 10 Kilometer Einzel | 21:34 min   |
| 1993 | Crosslauf-Weltmeisterschaften      | Amorebieta, Spanien             | 9.          | 10 Kilometer Team   | 157 Punkte  |
| 1997 | Spiele der Frankophonie            | Antananarivo, Madagaskar        | 2.          | 5000 Meter          | 17:04,5 min |
| 1998 | Crosslauf-Weltmeisterschaften      | Marrakesch, Marokko             | 7.          | Kurzstrecke Einzel  | 12:48       |
| 1999 | Leichtathletik-Weltmeisterschaften | Maebashi, Japan                 | —           | 3000 Meter          | DNF         |
| 1999 | Crosslauf-Weltmeisterschaften      | Belfast, Vereinigtes Königreich | 46.         | Kurzstrecke Einzel  | 16:38 min   |
| 2001 | Crosslauf-Weltmeisterschaften      | Ostend, Belgien                 | 24.         | 10 Kilometer Einzel | 30:00 min   |
| 2001 | Crosslauf-Weltmeisterschaften      | Ostend, Belgien                 | 3.          | 10 Kilometer Team   | 77 Punkte   |
| 2002 | Crosslauf-Weltmeisterschaften      | Dublin, Irland                  | 29.         | 10 Kilometer Einzel | 28:30 min   |
| 2002 | Crosslauf-Weltmeisterschaften      | Dublin, Irland                  | 8.          | 10 Kilometer Team   | 121 Punkte  |
| 2002 | Halbmarathon-Weltmeisterschaften   | Brüssel, Belgien                | 46.         | Halbmarathon        | 1:14:49 h   |
| 2002 | Halbmarathon-Weltmeisterschaften   | Brüssel, Belgien                | 9.          | 10 Kilometer Team   | 3:46:49 h   |
| 2005 | Crosslauf-Weltmeisterschaften      | Saint Galmier, Frankreich       | 35.         | Kurzstrecke Einzel  | 14:24 min   |
| 2005 | Crosslauf-Weltmeisterschaften      | Saint Galmier, Frankreich       | 8.          | Kurzstrecke Team    | 182 Punkte  |